# 猶太人家園
猶太人家園（希伯來語：הבית היהודי）是以色列一個極端民族主義和宗教錫安主義的政黨，許多媒體視其為極右派政黨。

## 歷史
猶太人家園在2008年成立，由以色列的宗教政黨聯盟全國聯盟幾個成員合併而成，當中最大的成員是全國宗教黨，不過猶太人家園在成立不久就出現分裂，多個並非出身全國宗教黨的成員不滿在來屆（2009年）的出選名單當中，未有排到安全區域之內，而安全區域當中幾乎只有全國宗教黨的前成員。結果很多非全國宗教黨的成員都退出猶太人家園，使得猶太人家園儼然是全國宗教黨改了名而已。最後在2009年國會選舉中僅獲3席，比起選前預測（5-7席）為低。
2013年選舉與全國聯盟－復興合組名單，議席躍升至12席，成為第四大黨，當中猶太人家園取得8席；2015年選舉繼續與全國聯盟－復興合作，但議席則減至8席，6席屬於猶太人家園，在2018年，班尼特和其他2個議員退出猶太人家園，另組新右翼。
2019年選舉時，猶太人家園跟全國聯盟-復興在內塔尼亞胡拉攏下，與猶太力量合組右翼政黨聯盟競選，防止右翼選票過度分散，但議席仍然下跌至5席，當中3席屬於猶太人家園，新加入的猶太力量則分不到任何議席。由於沒有沒有任何一方能夠組成政府，議會被迫提前解散。
之後，右翼政黨聯盟與剛在選舉中未能通過選舉門檻的新右翼談判，但最初因為合組名單之後的領導權、議席分配的問題，以致談判膠著，但最後仍然在2019年7月29日宣佈組成右傾參與9月的選舉，結果右傾取得7席，但猶太人家園只佔當中2席。這次包括猶太人家園在內的右傾繼續選擇支持利庫德集團的內塔尼亞胡組閣，但不論內塔尼亞胡或者藍與白的甘茨都未能在限期前成功組閣，因此以色列需要進行1年內的第3次大選。
2020年以色列議會選舉，右傾得到6席，猶太人家園當中只有黨主席拉菲·佩雷茨當選。選後，甘茨以應對疫情為由，宣佈與內塔尼亞胡合組政府，但一直支持內塔尼亞胡的右傾在此時出現了分歧，新右翼的班尼特因為不滿新政府推遲司法改革，決定不加入政府，但是猶太人家園則決定退出右傾，加入聯合政府。
但聯合政府只是維持了大半年時間就因為財政預算案未能通過而倒台。猶太人家園決定不參與2021年以色列議會選舉，改為支持右傾。拉菲·佩雷茨亦宣佈退出政壇。
2023年，猶太人家園和宗教锡安主义党合并。

## 國會選舉表現
| 選舉年 | 得票    | %（第幾位） | 席次     | +/- | 備注 | 加入政府與否 |
| ------ | ------- | ----------- | -------- | --- | ---- | ------------ |
| 2009   | 096,765 | 2.87（#11） | 3 / 120  | ━   |      | 聯合政府     |
| 2013   | 345,985 | 9.12（#4）  | 12 / 120 | ▲ 9 |      | 聯合政府     |
| 2015   | 283,910 | 6.74（#6）  | 8 / 120  | ▼ 4 |      | 聯合政府     |